# Anne Koedt
Anne Koedt (Copenaghen, 1941) è un'attivista statunitense, femminista radicale e autrice del saggio The Myth of Vaginal Orgasm, un classico lavoro sulla sessualità femminile. Prese parte al movimento delle calzerosse (Redstockings) di New York e fu una delle fondatrici del New York Radical Feminists.

## Biografia

### Infanzia
Koedt nacque a Copenaghen, in Danimarca, nel 1941. I suoi genitori, Bobs Koedt (nato Andreas Peschcke-Koedt) e Inger Koedt furono membri della Resistenza danese durante la seconda guerra mondiale, ospitando ebrei nel loro seminterrato fino a quando i rifugiati potevano essere introdotti clandestinamente in Svezia. Suo padre era un architetto e fotografo che falsificò i passaporti per i leader della resistenza danese. Nato a Riverside, in California, Bobs crebbe fuori Copenaghen. Arrestato e interrogato dai tedeschi e inviato al quartier generale nazista, sopravvisse incolume. Grazie alla cittadinanza americana di suo padre, la famiglia Koedt fu in grado di immigrare facilmente negli Stati Uniti e sistabilirsi a San Francisco. Il padre, che soffriva di depressione e convulsioni, si suicidò poco prima del suo ottantesimo compleanno. La madre ha 104 anni e vive a Jackson Hole, nel Wyoming, da oltre 60 anni. Pur cresciuta protestante, Inger fu attiva nella comunità ebraica di Jackson Hole.

### Organizzazioni
Koedt fu una delle fondatrici delle New York Radical Women, un gruppo femminista organizzatosi nell'autunno del 1967, che aprì la strada alla liberazione delle donne attraverso l'attivismo: interrompendo il concorso di Miss America del 1968, scrivendo e pubblicando opere femministe e collegando le questioni personali all'oppressione politica sotto forma di sensibilizzazione di piccoli gruppi. Alla fine del 1968, fu co-fondatrice di The Feminists, un rigoroso gruppo separatista femminista iniziato da Ti-Grace Atkinson dopo aver lasciato la sezione di New York City della National Organization for Women; tra le altre componenti di spicco Sheila Michaels, Barbara Mehrhof, Pamela Kearon e Sheila Cronan. Nel 1969, Koedt lasciò The Feminists  per formare le  New York Radical Feminists (NYRF) insieme a Shulamith Firestone. Il NYRF (da non confondere, come spesso accade, con le più numerose e precedentemente nate New York Radical Women, con le quali si stava ancora incontrando e la cui appartenenza era fluida e spesso si sovrapponeva ai gruppi più piccoli) era organizzato in piccole celle o "brigate" che portavano il nome di notevoli femministe del passato; Koedt e Firestone guidarono la Stanton - Anthony Brigade. Nel 1970, fazioni conflittuali all'interno del NYRF cacciarono sia Koedt che Firestone dal gruppo che avevano fondato e Koedt si ritirò dall'attivismo organizzato, commentando in seguito "DOpo questo avevo finito con i gruppi".

## Scritti

### The Myth of the Vaginal Orgasm
Nel 1968, Anne Koedt pubblicò il suo lavoro più conosciuto e influente, Il mito dell'orgasmo vaginale (The Myth of the Vaginal Orgasm) in una rivista femminista radicale delle componenti di New York Radical Women, intitolata Note dal primo anno (Notes From the First Year). Nell'articolo, Koedt sfidava la comprensione dominante del piacere sessuale femminile detenute dalla maggior parte degli esperti di medicina e psicoanalisi dell'epoca, che erano quasi esclusivamente maschi. In particolare, l'articolo contestò il predominante resoconto freudiano sulla sessualità femminile che considerava l'orgasmo clitorideo come "giovanile" e l'orgasmo raggiunto attraverso la vagina come l'unica forma "matura". Le donne che non erano riuscite a raggiungere l'orgasmo attraverso rapporti penetranti ed eterosessuali erano quindi etichettate dalla comunità professionale come disfunzionali o frigide. Secondo Koedt, questo approccio aveva dato ingiustamente la colpa alle donne per la loro mancanza di soddisfazione durante il sesso etero, considerando in modo impreciso la normale funzione sessuale femminile come patologica e inducendo molte donne a cercare un trattamento psicoanalitico inutile per un disturbo inesistente piuttosto che esplorare tecniche che avrebbero portato a una più piacevole esperienza sessuale. A sostegno della sua posizione, Koedt svolse ricerche aggiornate sull'anatomia femminile e sulla risposta sessuale, per dimostrare che il clitoride, piuttosto che la vagina, è l'organo principale della stimolazione erotica. Koedt continuò a sostenere che lo sciovinismo maschile e l'impulso di mantenere le donne in un ruolo sottomesso erano la principale forza trainante che perpetuavano idee sbagliate sulla sessualità femminile.
The Myth of the Vaginal Orgasm fece scandalo per il suo attacco frontale alla principale tesi di Freud sulla crescita della donna, con la quale Freud affermava la presenza di due orgasmi femminili, quello clitorideo e quello vaginale. In realtà, studiosi sessuologi dimostrarono che la donna possiede solamente il clitoride come organo sessuale femminile che causa l'orgasmo; questa scoperta pose in termini diversi il rapporto della donna sia con l'uomo sia con se stessa e le altre donne. Con Anne Koedt si aprirono nuove prospettive per la liberazione della sessualità della donna e del suo piacere sessuale, rispetto alle prassi "sessiste" e "patriarcali" dominanti.
L'articolo fu ampiamente diffuso in forma di opuscolo, ispirando molte sostenitrici a sostenere il celibato o a promuovere il lesbismo come alternativa positiva all'eterosessualità per le donne. Altre lettrici femministe erano più critiche, prendendo in particolare considerazione l'affermazione di Koedt secondo cui le donne che avevano testimoniato di sperimentare orgasmi vaginali erano o confuse a causa della mancanza di educazione riguardo al proprio corpo o "fingevano" per non offendere l'ego dei loro partner maschi.

### Women and the Radical Movement
"Donne e movimento radicale" 
Il 17 febbraio 1968, Koedt pronunciò un discorso sulla liberazione delle donne e sul ruolo che le donne radicali devono svolgere nella rivoluzione femminile al fine di cambiare il concetto fondamentale generale delle donne. Koedt sostenne un cambiamento sistematico ed esortò le donne radicali a sfidare la dinamica dominante/sottomessa che modella le relazioni tra uomini e donne. Koedt si riferì alle questioni delle donne e alla liberazione delle donne come una questione sociale e politica che ha molte somiglianze con la lotta del potere nero. Koedt toccò anche il tema della supremazia maschile e quella su come migliorare la condizione delle donne come gruppo oppresso all'interno della società, sottolineando l'importanza della lotta per le donne ovunque, non solo all'interno del movimento radicale. Nel suo discorso, Koedt chiese alle donne radicali di apprendere dalla storia e dalle rivoluzioni passate in cui le donne facevano parte e tuttavia non ne trassero beneficio, come la rivoluzione americana e la rivoluzione economica/sovietica. Il discorso concluse che, al fine di cambiare la struttura di base della società che conferisce agli uomini il potere sulle donne, le donne non dovrebbero sostenere alcuna rivoluzione che mira a creare un cambiamento, ma non si preoccupa della liberazione delle donne dalla posizione dominante degli uomini nella società. Non è sufficiente migliorare le caratteristiche secondarie della libertà o ottenere determinati privilegi, la vera rivoluzione radicale deve affrontare la struttura di base dell'oppressione femminile all'interno di una società patriarcale.